# ۳۱۲ (میلادی)
۳۱۲ (میلادی) سیصد  و دوازدهمین سال تقویم میلادی است.

## رویدادها
- ۲۷ یا ۲۸ اکتبر - نبرد پل میلویان: کنستانتین یکم ماکسنتیوس را شکست داده و خود به‌تنهایی امپراتور روم باختری می‌شود. ماکسنتیوس به هنگام عقب‌نشینی در رودخانهٔ تیبر غرق می‌شود.
- کار ساخت طاق کنستانتین در رم آغاز می‌شود.

## درگذشتگان
- ۲۷ یا ۲۸ اکتبر - ماکسنتیوس، امپراتور روم

‎